# Stanisław Pilawka
Stanisław Pilawka (ur. 1 czerwca 1919 w Dźbowie, zm. 7 sierpnia 1972 w Częstochowie) – polski działacz robotniczy, przewodniczący Związku Młodzieży Polskiej w latach 1953–1954.

## Życiorys
Urodzony 1 czerwca 1919 r. w Dźbowie, w rodzinie chłopskiej. Szybko zakończył edukację i nie ukończywszy szkoły podstawowej podjął pracę. Od 1936 r. pracował w zakładzie ślusarskim, a w 1937 r. został robotnikiem w hucie, a w chwili wybuchu wojny był robotnikiem w kopalni rudy żelaza w Dźbowie. Podczas okupacji pracował w Dźbowskich Piecach Prażalniczych. 
W czasie II wojny światowej nie angażował się w działalność konspiracyjną. Do PPR wstąpił 16 lutego 1945 r. w Częstochowie i jako jeden z pierwszych robotników kopalni popierających nowy ustrój, wkrótce został I sekretarzem organizacji zakładowej PPR, po czym skończył kurs agitatorów i został zawodowym działaczem partyjnym. Od 12 sierpnia 1946 r. pełnił kolejno funkcje II i I sekretarza Komitetu Powiatowego PPR w Częstochowie, a 15 grudnia 1948 r. został członkiem PZPR.
W latach 1948–1949 odbył kurs prowadzony przez Szkołę Partyjną przy KC PZPR, a od 12 września 1949 r. pełnił funkcję I sekretarza KM PZPR w Częstochowie, po czym 11 kwietnia 1950 r. objął stanowisko kierownika Wydziału Ekonomicznego KW w Kielcach. Następnie od 5 czerwca 1951 do 1 czerwca 1953 r. był zastępcą kierownika Wydziału Przemysłu Lekkiego KC PZPR.
Od 7 czerwca 1953 do 21 października 1954 r. pełnił funkcję przewodniczącego Zarządu Głównego Związku Młodzieży Polskiej. Jednocześnie 17 marca 1954 r. wszedł w skład Centralnej Komisji Kontroli Partyjnej i został zastępcą członka KC PZPR. Na obu stanowiskach pozostał do marca 1959 roku.
Jako że był reprezentantem frakcji stalinowskiej jego kariera załamała się po Październiku 1956 r. Wkrótce potem, od marca 1957 r., został skierowany na stanowisko przewodniczącego Miejskiej Rady Narodowej w Częstochowie w miejsce Bolesława Baranowskiego. W następnych latach był zastępcą dyrektora Zakładów Przemysłu Bawełnianego im. Modzelewskiego w Częstochowie (ob. Polontex) do spraw administracyjnych, a potem dyrektorem Chłodni Składowej w Częstochowie.
Odznaczony Orderem Sztandaru Pracy II klasy
Zmarł  7 sierpnia 1972 w Częstochowie. Po śmierci jego imieniem nazwano ulicę na Osiedlu Manifestu Lipcowego (ob. dzielnica Północ).